# Rallarjordhumla
Rallarjordhumla (Bombus sporadicus) är en insekt i överfamiljen bin (Apoidea). Den kallas även nordjordhumla.

## Beskrivning
Arten är en medelstor, korttungad humla som är svart till mycket mörkt brun med beigegul krage och ett beigegult band som börjar på skutellen (mellankroppens bakersta segment) och fortsätter till ungefär mitten av bakkroppen, följt av ett smalare svart till mörkbrunt band samt med vit bakkroppsspets. Humlan är mycket lik ljus jordhumla, vars bakre gula band dock börjar först på bakkroppen och är smalare.

## Ekologi
Humlan är framför allt en barrskogsart. Näringsväxter är bland annat rallarros (ofta längs järnvägar) och kråkvicker. 

## Utbredning
I Europa förekommer rallarjordhumlan i Norge, Sverige, Finland och Ryssland, där den främst håller sig inom tajgaområdet (det norra barrskogsområdet), även om den tillfälligtvis kan uppträda på tundran. Utbredningsområdet sträcker sig österut genom norra Asien till Kina, där det kan sträcka sig söder om tajgan.
I Sverige förekommer arten från Värmland och Dalarna norrut, med mycket sporadiska observationer söder därom.. 
I Finland förekommer arten i hela landet förutom Åland från sydkusten upp till nordvästligaste Lappland.
Den är klassificerad som livskraftig ("LC") både globalt, i Sverige och i Finland.